# فلتچر پلیس
فلتچر پلیس (به انگلیسی: Fletcher Place) یک محله و بافت تاریخی در ایالات متحده آمریکا است که در ایندیاناپلیس واقع شده‌است.

## منطقه تاریخی فلچر پلیس
منطقه تاریخی فلچر یک منطقه تاریخی به مساحت ۴۰٫۵ هکتاری (۱۶٫۴ هکتار) در این محله است که در سال ۱۹۸۲ در فهرست ثبت ملی مکان‌های تاریخی وارد شد. در ۱۹۸۲ این محله دارای ۱۴۰ ساختمان مساعد بود و به نظر می‌رسید به اینکه یک منطقه تاریخی به‌شمار رود کمک می‌کند. این منطقه در نتیجه بین ۱۸۵۵ تا ۱۹۲۴ توسعه پیدا کرد که شامل به‌کارگیری سبک‌های نمایانی از معماری سبک ایتالیایی، گوتیک و همچنین ملکه آن است. ساختمان‌های برجسته این منطقه عبارتند از آپارتمان‌های بریگز (۱۸۹۳)، ساختمان لاون (حدود ۱۸۸۵–۱۸۹۰)، آپارتمان آدا (حدود ۱۹۰۰–۱۹۱۰)، کلیسای متدیست فلچر پل، ساختمان مدرسه (۱۸۵۷ و بعد) و یک ایستگاه پمپ بنزین (۱۹۱۹))